# 覓奇燕子
覓奇燕子（日语：ミッキースワロー），是日本純種競賽馬匹。生涯活躍於中長途賽事，曾勝出聖烈特紀念、七夕賞及日經賞。

## 出賽前
2014年2月26日出生於北海道安平町北部牧場，成長途中於拍賣會上於美浦訓練中心練馬師菊澤隆德的推薦下，被馬主野田美月以2808萬日圓購入。
其後正式交由推薦人菊澤訓練。

### 3歲
2017年2月25日出戰中山競馬場2歲新馬戰，一直維持於後方位置下在直路爆發末腳速度，但最終後上不及下僅取得第五。
其後出戰3歲未勝利戰，本次比賽初段繼續選擇於後方位置追走，但於對面直路末段轉入第三彎道時開始提速，進入最後彎道時經已處於先頭位置。進入直路後，其隨即於中檔位置展開步伐並順利透出，最終以3 1/2馬位優勢取得首勝。
4月8日出戰條件戰乙女百合賞，繼續採用中段變奏的方式推進下再度於直路爆發出優秀的末腳速度，最終以輕鬆的姿態取得連勝。
其後選擇調整二級賽京都新聞盃，本次比賽選擇維持於較前的位置下於第三、四彎道中間開始發力透出，但於直路上未能維持穩定的走勢，最終僅跑獲第五的戰績。

於夏季其出戰條件戰磐城特別，再度後上不及之下敗於宇宙彩球及Testament取得第三。
進入秋季後再度向分級賽挑戰，以聖烈特紀念作為目標。比賽開始後，其維持於中團靠前位置逐步推進，於比賽途中未有太大動作，僅於第三、四彎道時開始提速。進入直路後，其迅速進入狀態並於中檔位置不斷加速，最終瞬間爆發之下轟出後600米33.4秒、後200米10.6秒的驚人速度，一舉超越前方的艾恩遺跡及千古傳誦取得首個分級賽冠軍。
由於其在聖烈特紀念的表現優異，陣營決定補交200萬日圓的經典賽報名費讓其得以出戰菊花賞，並於10月22日順利出賽。比賽開始後，面對當日因天雨造成的大爛地，其選擇於中團位置等待時機，於第二圈第三、四彎道時逐步進佔前方位置並處於第三。然而進入直路後，其受到大爛地的影響未能順利維持速度，最終稍為力弱下以第六落敗。

### 4歲
2018年1月22日以美國賽馬會盃作為目標，雖然於比賽途中採取變奏的方式加速上前迫近前方，但於直路上仍然未能先一步透出的賽黃晶，最終以2馬位落敗。
其後選擇中距離一級賽大阪盃，於比賽初段漏閘之下由尾二的位置開始追趕，並於第三、四彎道時大幅外閃發力。進入直路後，其嘗試加速迫近前方，但於過彎時浪費過多腳程下始終未能收窄和中內欄位置對手對手的距離，最終以第五完賽。
稍為休養過後於8月出戰札幌紀念作為調整，然而未有任何表現下以第十三大敗。
進入秋季其直接挑戰日本盃，雖然狀態稍為回復取得一席入板的第五，但於有馬紀念中再度失準以第十一落敗。

### 5歲
進入2019年，其於年初休養充足後在4月29日復出出戰新潟大賞典，比賽途中選擇後上戰術，維持穩定的節奏追走下於進入直路前仍然處於後方。進入直路後，其雖然以猛烈的走勢由馬群中穿插並不斷突破，但最終礙於頂磅57.5公斤的影響未能超越前方的白朗冰川以第二落敗。
6月9日出戰葉森盃，然而其於比賽途中再度暴露不擅變化地的弱點，最終無法順利加速下以第十落敗。
進入夏季陣營決定安排其出戰七夕賞，比賽初段於後方等待時機下在第四彎道抽出大外檔過彎發力，於進入直路前成功進佔先頭位置。進進入直路後，其繼續於所在位置展開衝刺，最終成功克服頂磅下以3/4馬位戰勝對手取得第二個分級賽冠軍，亦為騎師菊澤一樹帶來首個分級賽優勝。
進入夏季後，其以產經賞作為目標，一直維持於後方位置下嘗試於直路縮窄和前方對手的距離，但最終仍然未能超越領放馬三幕劇，被對手一放到底下以1 3/4馬位落敗。
年末繼續以2000米賽事作為目標並出戰福島紀念，雖然於比賽途中維持穩定的節奏，但於直路上一直被前方的越來越愛及愚者眼界牽制，最終未能越過對手下以第三完賽。

### 6歲
2020年以美國賽馬會盃作為首戰，但於直路上未能展現以往的速度，最終過於均速之下敗於防爆裝束、愚者眼界及定稿取得第四。
3月28日出戰日經賞，比賽途中選擇維持於中團位置等待時機，於第三、四彎道時候亦太大動作，僅於所在位置開始取位。進入直路後，其迅速由外檔位置爬升之前方，超越前方賽駒下亦能抵擋魔族紳士的追擊，最終以1 1/4馬位優勢取得勝利。
其後以優先出賽權的方式出戰春季天皇賞，於比賽途中維持沉穩的節奏等待時機，於第二圈對面直路才開始稍為發力並向前取位。進入直路後，其亦能繼續保持先前的勢頭展開加速，最終僅被三幕劇壓制及氣自豪超越，跑獲一直季軍。
但進入秋季後，其未能保持此穩定的狀態，於熱身賽產經賞中因為未能爆發速度僅取得第五，11月出戰日本盃再度因為無法順利加速而以第七落敗。
其後陣營原定安排其出戰有馬紀念，但於腳部不適下選擇避戰，最終更於翌年1月13日退役並取消日本中央競馬會的賽駒註冊。

### 詳細賽績
| 日期       | 舉辦國家 | 馬場 | 距離   | 級別 | 賽事名稱     | 負重 | 騎師     | 馬號 | 出馬 | 名次 | 時間   | 頭馬（二馬）      |
| ---------- | -------- | ---- | ------ | ---- | ------------ | ---- | -------- | ---- | ---- | ---- | ------ | ----------------- |
| 25/2/2017  | 日本     | 中山 | 草2000 |      | 3歲新馬      | 53   | 菊澤一樹 | 11   | 14   | 5    | 2:08.1 | Strong Refil      |
| 26/3/2027  | 日本     | 中山 | 草2200 |      | 3歲未勝利    | 53   | 菊澤一樹 | 5    | 18   | 1    | 2:16.0 | （Freezing Rain） |
| 8/4/2017   | 日本     | 福島 | 草2000 |      | 乙女百合賞   | 56   | 菊澤一樹 | 6    | 13   | 1    | 1:59.9 | （夢之軍）        |
| 6/5/2017   | 日本     | 京都 | 草2200 | GII  | 京都新聞盃   | 56   | 菊澤一樹 | 8    | 12   | 5    | 2:15.3 | 銀金彈丸          |
| 22/7/2017  | 日本     | 福島 | 草1800 |      | 磐城特別     | 54   | 菊澤一樹 | 8    | 10   | 3    | 1:48.5 | 宇宙彩球          |
| 18/9/2017  | 日本     | 中山 | 草2200 | GII  | 聖烈特紀念   | 56   | 横山典弘 | 5    | 15   | 1    | 2:12.7 | （艾恩遺跡）      |
| 22/10/2017 | 日本     | 京都 | 草3000 | GI   | 菊花賞       | 57   | 横山典弘 | 12   | 18   | 6    | 3:19.7 | 神業              |
| 21/1/2018  | 日本     | 中山 | 草2200 | GII  | 美國賽馬會盃 | 56   | 横山典弘 | 3    | 11   | 2    | 2:13.6 | 賽黃晶            |
| 1/4/2018   | 日本     | 阪神 | 草2000 | GI   | 大阪盃       | 57   | 横山典弘 | 1    | 16   | 5    | 1:58.7 | 文雅之士          |
| 19/8/2018  | 日本     | 札幌 | 草2000 | GII  | 札幌紀念     | 57   | 横山典弘 | 14   | 16   | 13   | 2:02.8 | 白日彗星          |
| 25/11/2018 | 日本     | 東京 | 草2400 | GI   | 日本盃       | 57   | 横山典弘 | 5    | 14   | 5    | 2:21.9 | 杏目              |
| 23/12/2018 | 日本     | 中山 | 草2500 | GI   | 有馬紀念     | 57   | 横山典弘 | 10   | 16   | 11   | 2:33.1 | 防爆裝束          |
| 29/4/2019  | 日本     | 新潟 | 草2000 | GIII | 新潟大賞典   | 57.5 | 横山典弘 | 1    | 16   | 2    | 1:58.7 | 白朗冰川          |
| 9/6/2019   | 日本     | 東京 | 草1800 | GIII | 葉森盃       | 56   | 横山典弘 | 8    | 13   | 10   | 1:50.1 | Leyenda           |
| 7/7/2019   | 日本     | 福島 | 草2000 | GIII | 七夕賞       | 57.5 | 菊澤一樹 | 12   | 16   | 1    | 1:59.6 | （越來越愛）      |
| 22/9/2019  | 日本     | 中山 | 草2200 | GII  | 產經賞       | 56   | 菊澤一樹 | 1    | 10   | 2    | 2:12.3 | 三幕劇            |
| 10/11/2019 | 日本     | 福島 | 草2000 | GIII | 福島紀念     | 58.5 | 菊澤一樹 | 12   | 16   | 3    | 1:59.7 | 越來越愛          |
| 26/1/2020  | 日本     | 中山 | 草2200 | GII  | 美國賽馬會盃 | 56   | 横山典弘 | 3    | 12   | 4    | 2:15.6 | 防爆裝束          |
| 28/3/2020  | 日本     | 中山 | 草2500 | GII  | 日經賞       | 56   | 横山典弘 | 14   | 14   | 1    | 2:32.9 | （魔族紳士）      |
| 3/5/2020   | 日本     | 京都 | 草3200 | GI   | 春季天皇賞   | 58   | 横山典弘 | 5    | 14   | 3    | 3:16.9 | 氣自豪            |
| 27/9/2020  | 日本     | 中山 | 草2200 | GII  | 產經賞       | 57   | 横山典弘 | 3    | 9    | 5    | 2:16.0 | 花火              |
| 29/11/2020 | 日本     | 東京 | 草2400 | GI   | 日本盃       | 57   | 戶崎圭太 | 7    | 15   | 7    | 2:23.8 | 杏目              |

## 退役後
退役後，覓奇燕子成為了配種馬，於北海道新冠町優駿Stallion Station休養，在2021年進行配種。首批子嗣於2022年出生。首批子嗣可於2024年出賽。
2023年7月18日由配種馬退役，前往北海道苫小牧市北方馬匹公園進行養老生活。

## 血統簡介
父系圖森赫馬為日本賽駒，生涯戰績不俗，曾勝出京都新聞盃及於東京優駿（日本打吡）取得第三，但其後因傷退役。祖父大震撼爲日本賽駒，爲日本賽馬史上第二匹無敗三冠馬，生涯出戰十四場賽事僅得兩場未能勝出，退役後配種成績亦極爲優秀。
母系Madre Bonita為日本馬匹，生涯無出賽記錄。外祖父森林寶穴爲日本賽駒，生涯戰績優秀，曾勝出東京優駿（日本打吡）及日本盃。

### 血統表
| 父線：週日寧靜系（Halo系）                 |                              |               |                   |
| 種馬 圖森赫馬 2009年（棗色）               | 大震撼 2002年（棗色）        | 週日寧靜      | Halo              |
| 種馬 圖森赫馬 2009年（棗色）               | 大震撼 2002年（棗色）        | 週日寧靜      | Wishing Well      |
| 種馬 圖森赫馬 2009年（棗色）               | 大震撼 2002年（棗色）        | 風中秀髮      | Alzao             |
| 種馬 圖森赫馬 2009年（棗色）               | 大震撼 2002年（棗色）        | 風中秀髮      | Burghclere        |
| 種馬 圖森赫馬 2009年（棗色）               | Every Whisper 1997年（栗色） | 北方風味      | 北地舞人          |
| 種馬 圖森赫馬 2009年（棗色）               | Every Whisper 1997年（栗色） | 北方風味      | Lady Victoria     |
| 種馬 圖森赫馬 2009年（棗色）               | Every Whisper 1997年（栗色） | Crafty Wife   | Crafty Prospector |
| 種馬 圖森赫馬 2009年（棗色）               | Every Whisper 1997年（栗色） | Crafty Wife   | Wife Mistress     |
| 繁殖雌馬 Madre Bonita 2005年（棗色）       | 森林寶穴 1998年（棗色）      | 東來兵        | Kampala           |
| 繁殖雌馬 Madre Bonita 2005年（棗色）       | 森林寶穴 1998年（棗色）      | 東來兵        | Severn Bridge     |
| 繁殖雌馬 Madre Bonita 2005年（棗色）       | 森林寶穴 1998年（棗色）      | Dance Charmer | 雷利耶夫          |
| 繁殖雌馬 Madre Bonita 2005年（棗色）       | 森林寶穴 1998年（棗色）      | Dance Charmer | Skillful Joy      |
| 繁殖雌馬 Madre Bonita 2005年（棗色）       | Twinkle Bride 1991年（灰色） | 利法爾        | 北地舞人          |
| 繁殖雌馬 Madre Bonita 2005年（棗色）       | Twinkle Bride 1991年（灰色） | 利法爾        | Goofed            |
| 繁殖雌馬 Madre Bonita 2005年（棗色）       | Twinkle Bride 1991年（灰色） | Devil's Bride | Caro              |
| 繁殖雌馬 Madre Bonita 2005年（棗色）       | Twinkle Bride 1991年（灰色） | Devil's Bride | Satan's Pride     |
| 雌系：號族：10-e                           |                              |               |                   |
| 五代內近親交配：北地舞人 4×5×4、利法爾 5×3 |                              |               |                   |

## 命名由來
名字中，Mikki（ミッキー）是馬主野田美月的冠名，出自其名字「美月」（ミズキ）之首尾音加上促音及長音而成，香港取音譯，翻譯為「覓奇」，Swallow（スワロー）即是「燕子」。

## 外部連結
- 覓奇燕子 netkeiba.com （页面存档备份，存于）
- 血統表